# Listă de chitariști români
Aceasta este o listă de chitariști români:
- Sandu Albiter
- Dan Andrei Aldea
- Maxim Belciug
- Dan Bădulescu
- Eugen Caminschi
- Constantin Cămărășan
- Sorin Chifiriuc
- Paul Ciuci
- Nicu Covaci
- Mălin Cristache [1]
- Cyfer
- Capriel Dedeian
- Cristi Gram
- Adrian George Ilie (chitarist)
- Béla Kamocsa
- Dietrich Krauser, fratele lui Erlend Krauser [2][3]
- Erlend Krauser
- Gabriel Mezei
- Alexandru Munteanu
- Nuțu Olteanu
- Adrian Ordean
- Andy Platon
- Sorin Romanescu
- Dan Alex Sârbu
- Victor Solomon
- Octave Octavian Teodorescu
- Trio Zamfirescu
- Anca Vijan Graterol
- Octav Zemlička